# NGC 4274
NGC 4274 (również PGC 39724 lub UGC 7377) – galaktyka spiralna z poprzeczką (SBab), znajdująca się w gwiazdozbiorze Warkocza Bereniki. Odkrył ją William Herschel 13 marca 1785 roku. Jest to galaktyka z aktywnym jądrem typu LINER.
Do tej pory w galaktyce zaobserwowano jedną supernową – SN 1999ev.